# Asociacion Feminista Filipina
Asociacion Feminista Filipina, var en kvinnoorganisation i Filippinerna, grundad 1904.
Det var den första kvinnoföreningen på Filippinerna. Den grundades av Concepcion Felix Rodriguez, och verkade för inkluderandet av kvinnor i lokala förvaltningar och förbättrade arbetsvillkor. 